# Netanja
Netanja (hebräisch נְתַנְיָה Nətanjah [nɛ'tanja]; arabisch نتانيا, DMG Natāniyā; auch Netanya oder Nathania oder Natanya) ist eine Stadt in Israel. Sie liegt zwischen Tel Aviv und Chadera in der Scharonebene an der israelischen Mittelmeerküste. Sie bettet sich zwischen den Fluss Poleg und das Wingate Institut im Süden und den Fluss Avichail im Norden. 2018 lebten in Netanja 217.244 Einwohner. Der Küstenstreifen, an dem Netanja liegt, ist von subtropischem Klima geprägt.

## Geschichte

### 20. Jahrhundert

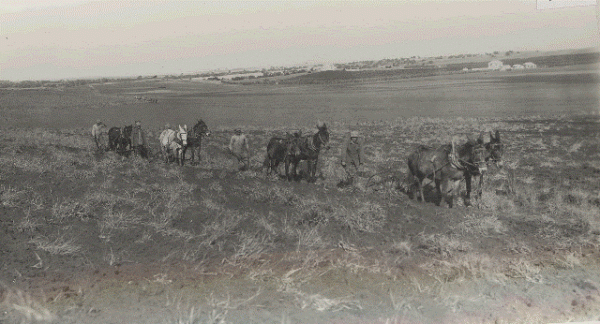
Siedler beim Ackerbau, 1929

Netanja wurde 1929 als Moschava (landwirtschaftliche Siedlung von Einzelbauern) gegründet; der Schwerpunkt der Landwirtschaft lag auf dem Anbau von Zitrusfrüchten. Benannt wurde die Stadt nach Nathan Straus (1848 Otterberg/Rheinpfalz – 1931 New York, deutsch-amerikanischer Wohltäter, Zionist, Mitgründer und Mitinhaber des Kaufhauses Macy’s in New York).
Netanja hatten die örtlichen Entwickler, die sein unbewohntes, sumpfiges Gelände den vorigen Grundeigentümern abgekauft hatten, selbst als neues Siedlungsland drainiert und erschlossen. Doch lag der Ort abseits der befestigten Hauptrouten inmitten der ringsumher weiter bestehenden Küstensümpfe. Die historische Altstraße namens Via Maris bildete zwischen Tel Aviv und Haifa damals die Hauptverbindung (heute Kvisch 444 כְּבִישׁ אֲזוֹרִי 444 Kvīsch Asōrī 444, deutsch ‚Regionalstraße ‘) und verlief abseits vom Mittelmeer am östlichen Rande der Küstenebene via Qalqiliya, Tayyibe und Tulkarm vor den Anhöhen Samariens.
Einen wesentlichen Wachstumsschub erhielt Netanja in den 1930er Jahren mit dem Bau der Straße von Tel Aviv via Kfar Saba und Chadera nach Haifa (heute Kvisch 4, amtlich: כְּבִישׁ אַרְצִי רָאשִׁי 4 Kvīsch Arzī Roschī 4, deutsch ‚Haupt-Landesstraße ‘) einhergehend mit der Trockenlegung der Sümpfe in der Umgebung, die den Bau der Fernstraße behindert hatten. Der Straßenbau begann 1927 und erreichte zunächst Petach Tiqwah, doch trieb die Mandatsverwaltung Government of Palestine den Ausbau nur zögerlich voran, denn ausgebaute Straßen entzogen den Palestine Railways Güter- und Passagieraufkommen. Bis 1936 bildete die neue Fernstraße an der Landstraße zwischen Netanja und Kfar Jona (heute Kvisch 57, amtlich: כְּבִישׁ לְאֻמִּי 57 Kvīsch Ləʾummī 57, deutsch ‚Nationalstraße ‘) die Zomet Beit Lid (צֹמֶת בֵּית לִיד; heute heißt die Kreuzung צֹמֶת הַשָּׁרוֹן Zomet haScharōn).
Als während des Großen Arabischen Aufstands (1936–1939), größte Erhebung gegen eine britische Kolonialverwaltung in der Zwischenkriegszeit, Aufständische aus arabischen Siedlungen entlang der Fernstraßen heraus ihre tödlichen oder lebensgefährlichen Anschläge gegen zivilen und britischen Amts- wie Militärverkehr massiert verübten, legte die Mandatsmacht 1936 den Straßenbauplan ‹Military Road Programme› auf, um vor allem arabische Siedlungsgebiete durch neue oder neu ausgebaute Fernstraßen zu umgehen. Das palästinensische Public Works Department schuf im Rahmen des ‹Military Roads Programme› ein Fernstraßennetz mit 840 Kilometern an neu gepflasterten meist bereits bestehenden, vormals nachgeordneten Überlandrouten, darunter die Haupt-Landesstraße von Netanja via Chadera (Mai 1937 erreicht) bis weiter nach Haifa, das die neue Route im September 1937 erreichte. Zugleich beschäftigte das Bauprogramm viele arabische Nichtjuden und entspannte auf diese Weise die Situation am Arbeitsmarkt für minder Qualifizierte. Die neue Haupt-Landesstraße war mit 106 Kilometern um 54 Kilometer kürzer als die Via Maris zwischen Tel Aviv und Haifa und zog viel des Überlandverkehrs auf sich. Jüdische Immigranten aus Europa ließen die Einwohnerzahl seither stark ansteigen.
Am 22. Januar 1995 explodierten kurz hintereinander zwei Bomben an der Zomet Beit Lid nahe Netanja. 21 Israelis, zumeist junge Soldaten, wurden dabei getötet. Der Islamische Dschihad bekannte sich zu dem Attentat. Heute ist Netanja Zentralort der Scharonebene und ein beliebter Badeort mit vielen Hotels; entlang der Küste besteht eine mehrere Kilometer lange Promenade. Insbesondere bei einwandernden Franzosen, die antisemitischer oft islamistischer Anfeindungen in ihrem Herkunftsland entkommen, ist Netanja beliebt.

### 21. Jahrhundert
Netanja wurde vor allem während der 2. Intifada vom 28. September 2000 bis Februar 2005 zum Ziel mehrerer Anschläge. Eine besondere Gefährdung geht dabei durch die Nähe zur nur 14 km entfernten palästinensischen Stadt Tulkarm aus. Mit sukzessiver Schließung der offenen Grünen Linie zum Westjordanland ab 2002/2005 hinderte israelisches Militär durch Bau seiner Sperranlagen palästinensische Terroristen wirksam daran, auf israelischem Staatsgebiet Mordanschläge zu verüben.
- 1. Januar 2001: Die Explosion einer Autobombe neben einer Bushaltestelle in der Fußgängerzone im Zentrum von Netanja fordert 60 Verletzte. Eine nicht identifizierte Person, vermutlich einer der am Bombenanschlag beteiligten Terroristen, starb an schweren Verbrennungen. Die Terrororganisation Hamas übernahm die Verantwortung für den Anschlag.
- 4. März 2001: Ein Selbstmordattentat mit Sprengstoff im Zentrum von Netanja, bei dem es drei Tote und mindestens 60 Verletzte zu beklagen gab.
- 18. Mai 2001: Ein Selbstmordattentat eines palästinensischen Terroristen, der die tödliche Sprengladung an seinem Körper befestigt hatte, im Einkaufszentrum (HaSharon Shopping Mall) von Netanja bei dem fünf Israelis getötet und über 100 verletzt werden. Die Hamas übernahm die Verantwortung für das Attentat.
- 30. Mai 2001: Vor einer Schule in Netanja explodiert kurz vor 16:00 Uhr eine Autobombe, während sich noch eine Anzahl von Schülern im Gebäude aufhält. Dabei werden acht Personen verletzt. Der islamische Dschihad übernahm die Verantwortung für den Anschlag.
- 9. September 2001: Eine Autobombe explodiert an der Beit Lid junction auf der Höhe von Netanja und verletzt 17 Personen. Eine beim Anschlag getötete Person war vermutlich der Attentäter selbst.
- 9. März 2002: Ein Anschlag mit Feuerwaffen und Handgranaten im Gebiet des Hotels „Margoa“ in Netanja, bei dem zwei Israelis getötet und 50 verletzt werden.[6] Bei den Opfern handelt es sich um Israel Yihe, 27, aus Bnei Brak und die neun Monate alte Avia Malka aus Südafrika. Die al-Aqsa-Märtyrerbrigaden bekannten sich zu der Tat.[7]
- 27. März 2002: Zweiundzwanzig Personen werden bei einem Selbstmordattentat im Park Hotel in Netanja während des Sederabends, an dem 250 Gäste teilnahmen, getötet und 140 verletzt.[8] Die Hamas übernahm die Verantwortung für den Anschlag. Der Terrorist war ein von Israel gesuchtes Hamas-Mitglied aus Tulkarem. Nach diesem Anschlag begann die israelische Armee die Operation Schutzschild.
- 19. Mai 2002: Drei Tote und 59 Verletzte bei einem Selbstmordattentat, verübt auf dem Markt Netanjas von einem als Soldat verkleideten Terroristen. Hamas und PFLP übernahmen beide die Verantwortung für das Attentat.[9]
- 30. März 2003: Über 40 Personen werden bei einem Selbstmordanschlag in der Fußgängerzone am Eingang zum „London Café“ im Zentrum Netanjas verletzt. Der Attentäter kam dabei ums Leben. Der islamische Jihad übernahm die Verantwortung für dan Anschlag.
- 12. Juli 2005: Fünf Tote und etwa 90 Verletzte fordert ein Selbstmordattentat vor der Hasharon Mall in Netanja. Der Terrorist wurde als Ahmed Abu Khalil identifiziert, 18 Jahre alt, aus dem West-Bank-Dorf Atil. Der islamische Jihad übernahm die Verantwortung für das Attentat.
- 5. Dezember 2005: Fünf Personen werden bei einem Selbstmordattentat am Eingang zur Sharon Shopping Mall in Netanja getötet und über 50 verletzt. Der Terrorist zündete die Bombe, als er von Sicherheitskräften gestoppt wurde, von denen eine ihr Leben dabei lassen musste. Der islamische Jihad übernahm die Verantwortung für das Attentat.[10]

## Sehenswürdigkeiten

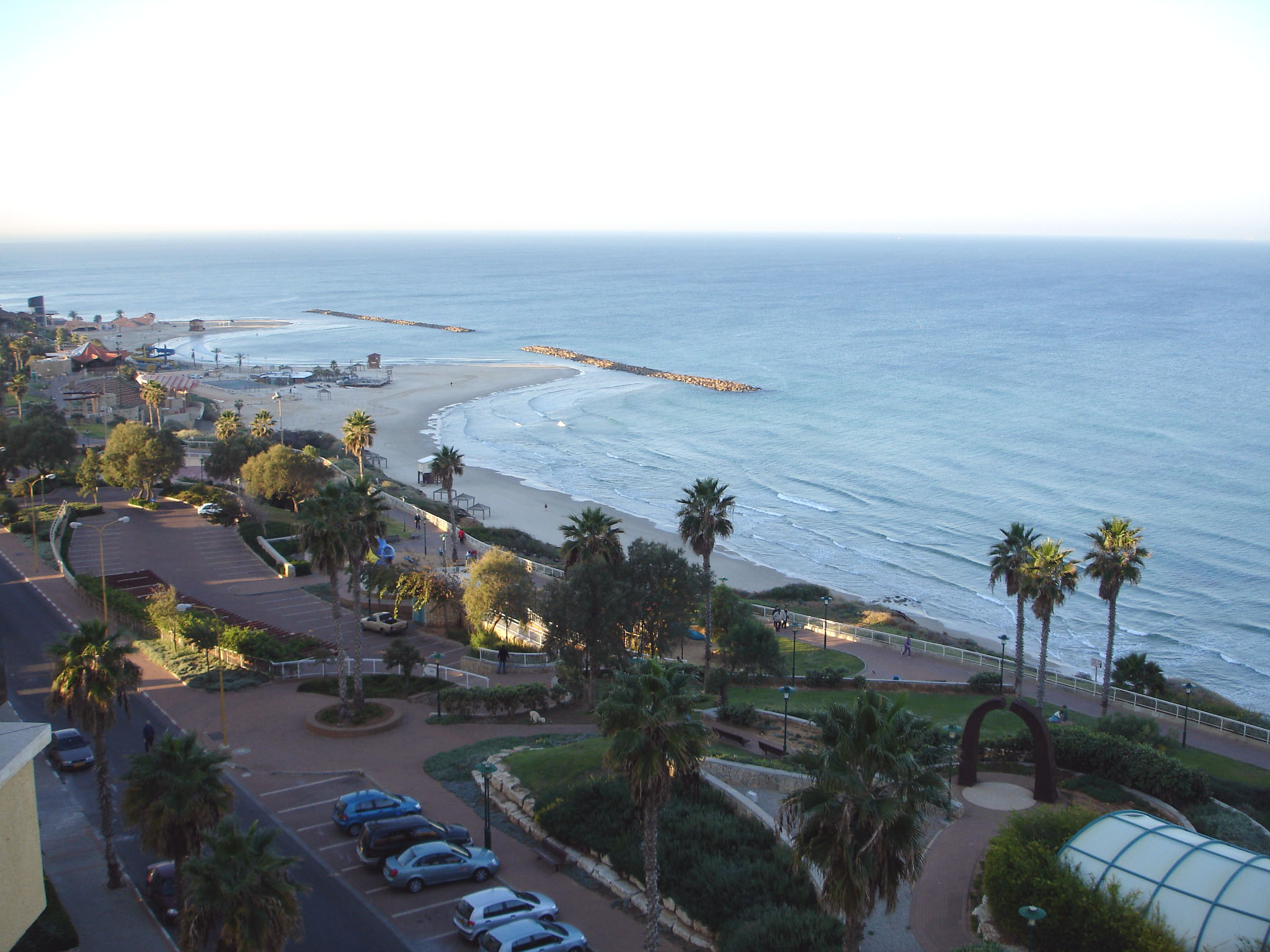
Früher Morgen am Strand von Netanja

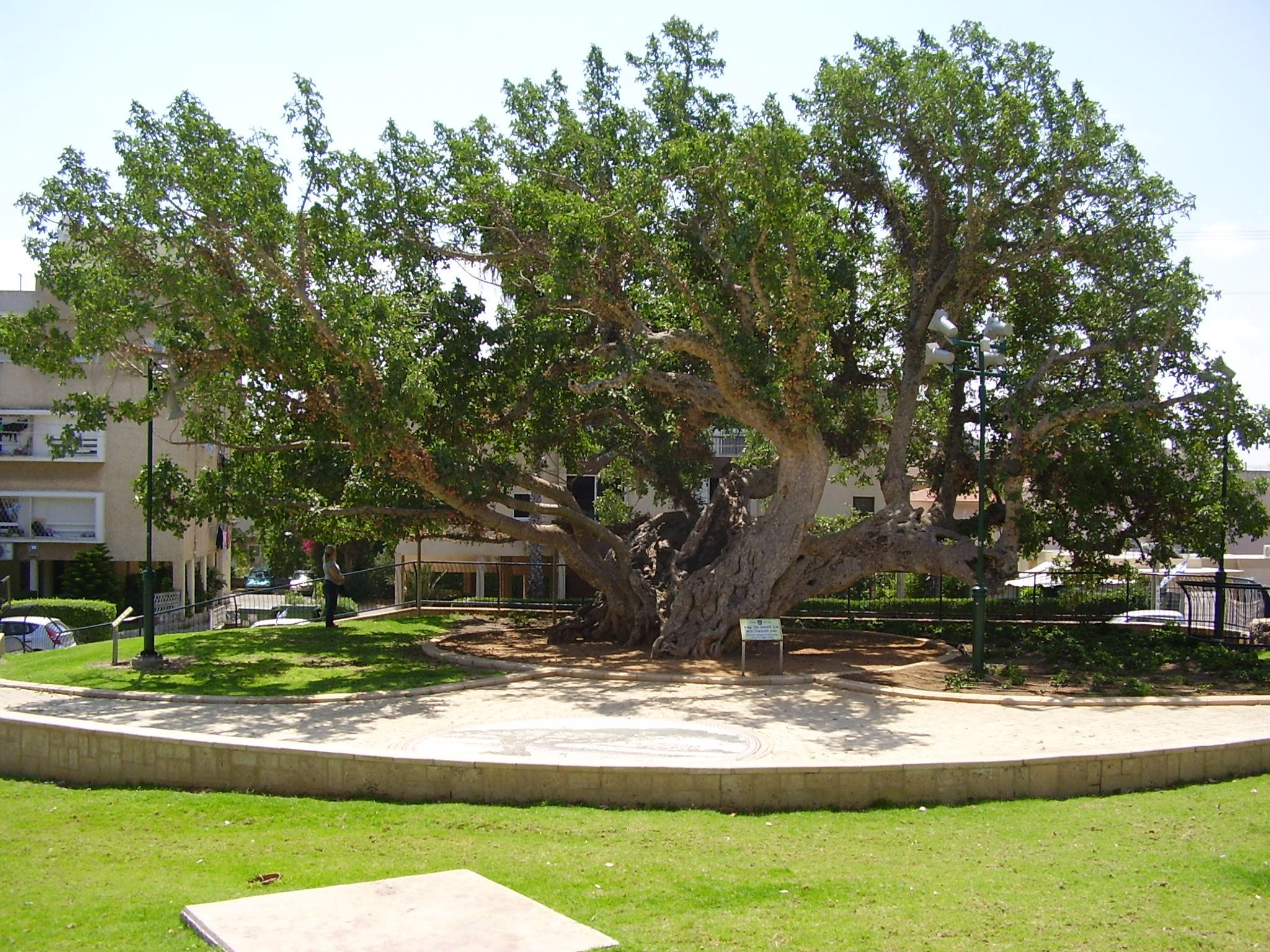
900 Jahre alter Maulbeerfeigen-Baum in Netanja

Im Stadtgebiet von Netanja gibt es verschiedene Sehenswürdigkeiten:
- Naturschutzgebiet „Givʿat haʾIrisim“: Auf einigen Sanddünen entlang der Küste befindet sich eine der größten Konzentrationen der in Israel endemischen und äußerst seltenen Schwertlilienart Iris atropurpurea (Purpuriris). Auf diese nach dem Hohelied 2:1 auch Scharon-Lilie genannte[11] Blume bezieht sich auch das Stadtwappen.[12]
- Naturschutzgebiet „Schlulit haChoref/Schlulit Dora“: Im Süden der Stadt gibt es einen Teich, der sich nur im Winter mit Wasser füllt. Dieser ist einer der letzten Winterteiche in Israel (fast alle anderen wurden ausgetrocknet oder überbaut). Als Biotop ist er für viele Tierarten von großer Bedeutung.
- Im Stadtteil „Neʾot Herzl“ befindet sich ein geschützter 900 Jahre alter Maulbeerfeigen-Baum,[13] der in alten Schriften bereits oft erwähnt wurde und an der alten Wegstrecke Haifa-Jaffa liegt.
- Der ca. 11 km lange Strand von Netanja gehört zu den schönsten in Israel. Eine Besonderheit ist, dass er unterhalb einer bis zu 30 m hohen Klippe liegt.
- Das Siegesdenkmal in Netanja wurde 2012 eingeweiht.

## Bürgermeister
- Miriam Feierberg (Likud)[14]

## Wirtschaft

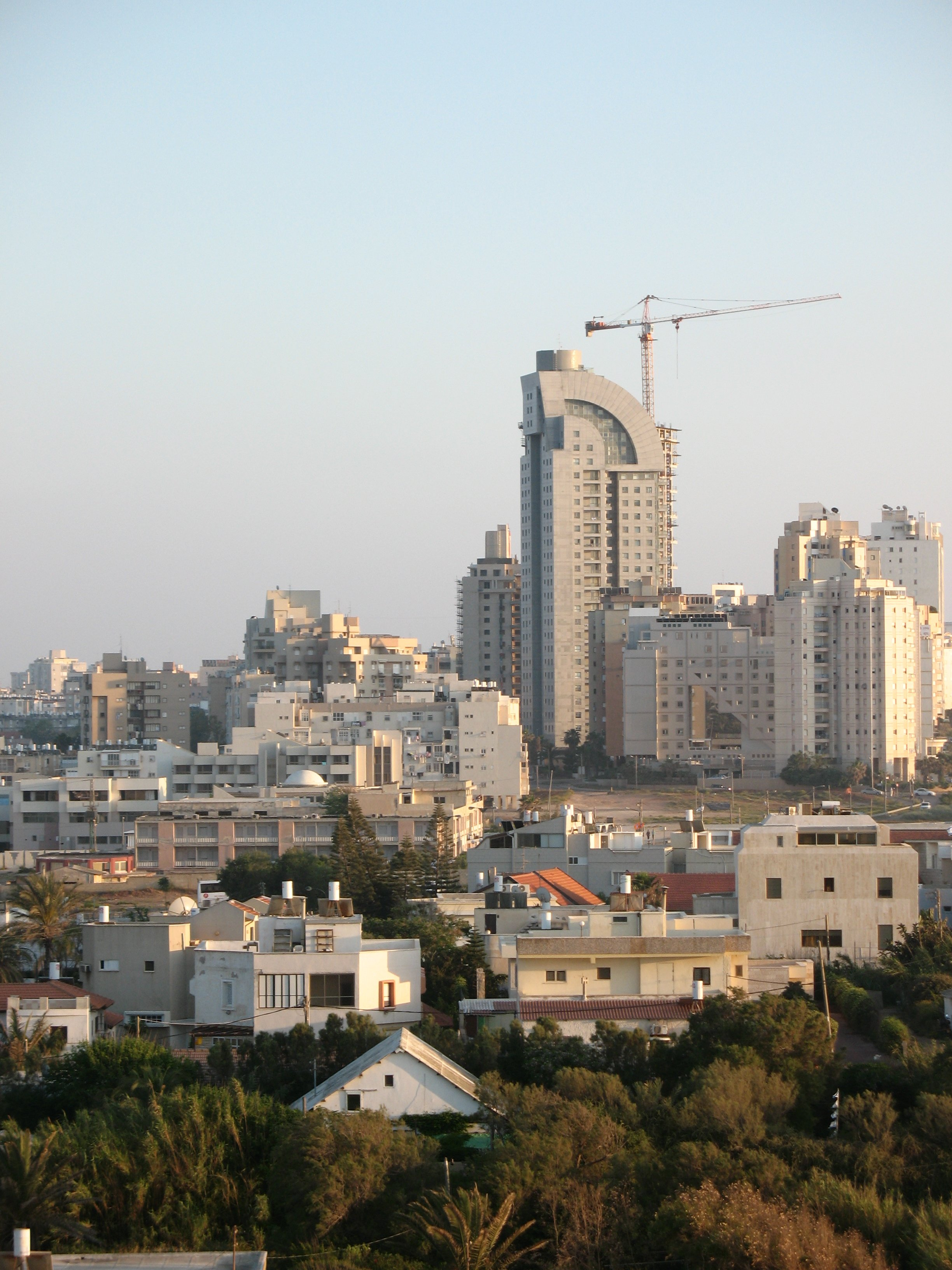
Blick auf Netanja

Netanjas wirtschaftliche Schwerpunkte liegen in den Bereichen Landwirtschaft (Anbau von Zitrusfrüchten), Diamantenindustrie (die Stadt ist neben Ramat Gan ein Zentrum der israelischen Diamantenindustrie), Tourismus, verarbeitende Industrie sowie Dienstleistungen, vor allem in der Telekommunikation. 2005 verlegte Cellcom, mit 2,5 Millionen Kunden der größte Anbieter von Mobilfunkservices in Israel, seinen Sitz nach Netanja.
Netanjas moderne Industrie verteilt sich hauptsächlich auf vier Industrieparks mit über 300 Unternehmen. Viele Unternehmen wie bsp. Saifun Semi Conductors im Sapir Business and Technology Park, das im NVM-Bereich aktiv ist, oder das 1997 errichtete Entwicklungscenter von Cisco betätigen sich im High-Tech- und auch Cleantech-Sektor. 2009 verkündete der deutsch-jüdische Geschäftsmann und Besitzer des lokalen Fußballclubs, Daniel Jammer, unter Beteiligung der deutschen und israelischen Versicherungsunternehmen Allianz SE und Migdal Insurance einen Fonds über 250 Millionen Euro für Investitionen in die Cleantech-Industrie aufzusetzen.
Zudem befindet sich der Hauptsitz von Israels größter Bierbrauerei Tempo in Netanja.

## Verkehr
Netanja ist an das Autobusnetz von Egged angeschlossen; für das regionale Liniennetz der Scharonebene ist Netanja das Zentrum. Der städtische Busverkehr wird ebenfalls von Egged betrieben. Einige Strecken, vor allem nach Chadera, werden von Netiv Express betrieben.
Die Stadt liegt an der Bahnstrecke Naharija–Be’er Sheva und wird vor allem von Vorortszügen der Linien Binjamina – Aschqelon oder Netanja – Rechovot bedient. Stündlich verkehren bis zu drei Züge nach Tel Aviv. In den Randstunden halten auch Züge nach Naharija und Be’er Scheva. Netanja hat zwei Bahnhöfe (Netanja im Zentrum, 1953 eröffnet, und Netanja-Sappir im Süden der Stadt, 2016 eröffnet).
Netanja wird von der Autobahn Haifa – Tel Aviv (Haupt-Nationalstraße 2) durchquert; der Ort hat drei Anschlüsse.

## Bildung
In Netanja befinden sich zwei akademische Einrichtungen:
- das Wingate Institut (Israels Sportuniversität)
- das Netanya Academic College

Außerdem befindet sich in Netanja der Hauptsitz der IKMF.
Diese hält mehrmals im Jahr Krav-Maga-Trainingscamps für Teilnehmer aus aller Welt ab.

## Sport
Maccabi Netanja ist der örtliche Fußballverein. In der Saison 2008/09 war Lothar Matthäus dessen Trainer.

## Partnerstädte
Netanja listet folgende dreizehn Partnerstädte auf:
| Stadt             | Land                   | seit   |
| ----------------- | ---------------------- | ------ |
| Batumi            | Georgien               | 2018   |
| Bournemouth       | Vereinigtes Königreich | 1995   |
| Como              | Italien                | 2004   |
| Dortmund          | Deutschland            | 1981   |
| Gelendschik       | Russland               | 2013   |
| Gießen            | Deutschland            | 1978   |
| Gold Coast        | Australien             | 1987   |
| Iași              | Rumänien               | 2005   |
| Minsk             | Belarus                | [ 18 ] |
| Nizza             | Frankreich             | 1968   |
| Nowy Sącz         | Polen                  | 1994   |
| Poděbrady         | Tschechien             | 2014   |
| Sankt Petersburg  | Russland               | 2017   |
| Sarcelles         | Frankreich             | 1988   |
| Siófok            | Ungarn                 | 1990   |
| Stavanger         | Norwegen               | 1997   |
| Sunny Isles Beach | Vereinigte Staaten     | 2006   |
| Xiamen            | Volksrepublik China    | 2021   |

## Persönlichkeiten

### Söhne und Töchter der Stadt
- Eyal Halfon (* 1956), Autor und Regisseur
- Beny Steinmetz (* 1956), Diamantenhändler, Unternehmer und Investor
- Ronny Levy (* 1966), Fußballspieler und -trainer
- Meirav Ben-Ari (* 1975), Politikerin
- Rosi Golan (* 1981), US-amerikanisch-israelische Singer-Songwriterin
- Daniel Cohen (* 1984), Musiker
- Stav Shaffir (* 1985), Politikerin
- Mairav Shamir (* 1988), israelisch-US-amerikanische Fußballspielerin
- Daniel Spivak (* 1988), israelisch-kanadischer Eishockeyspieler
- Guy Abend (* 1990), Fußballspieler
- Gil Blumenshtein (* 1990), Fußballspieler
- Eyal Golasa (* 1991), Fußballspieler
- Eli Dasa (* 1992), Fußballspieler
- Sagi Muki (* 1992), Judoka
- Nikita Chaikin (* 1995), Fußballspieler
- Idan Gorno (* 2004), israelisch-beninischer Fußballspieler

### Persönlichkeiten mit Bezug zur Stadt
- Margarete Sallis-Freudenthal (1894–1984), deutschisraelische Soziologin
- Imrich Lichtenfeld (1910–1998), Krav-Maga-Begründer
- Eyal Yanilov (* 1959), Chef des internationalen Verbands Krav Maga Global (KMG)
- Omer Klein (* 1982), Jazzpianist und Komponist